# Gradišče (gmina Škofljica)
Gradišče – wieś w Słowenii, w gminie Škofljica. W 2018 roku liczyła 859 mieszkańców.